# Mary Asiride
Mary Asiride, all'anagrafe Maria Asiride (Kampala, 27 luglio 1969), è un'attrice italiana.

## Biografia
Mary Asiride nasce nel 1969 in Uganda, da padre italiano e madre ugandese. A cinque anni si trasferisce con la famiglia a Parma, città natale del padre.
Esordisce in teatro nel 1997 con Bersagli, regia di P. Di Marca, a cui fa seguito Macbeth Clan, scritto e diretto da Angelo Longoni. Al cinema è protagonista in  Cronache del terzo millennio (1996) e Il sinfamolle (2001); recita, tra vari altri film, in Voglio una donnaaa!, I miei più cari amici, regia di Alessandro Benvenuti e Viola bacia tutti, regia di Giovanni Veronesi, tutti del 1998. Ha lavorato anche come regista e come soggettista.
Tra il giugno 2001 e il marzo 2002 è una delle conduttrici a rotazione del gioco telefonico  Call Game, prodotto dalla Endemol Italia e trasmesso quotidianamente nel palinsesto mattutino e notturno della neonata emittente LA7.
In televisione è molto nota per il ruolo di Fatima Hazim che ha interpretato dal 2001 al 2002 nella soap opera CentoVetrine. Ha preso parte anche a varie altre fiction tv come Distretto di Polizia 6 e Piper, entrambe del 2006.

## Filmografia

### Teatro
- Bersagli, regia di P. Di Marca (1997)
- Macbeth Clan, scritto e diretto da Angelo Longoni (1999)

### Cinema
- I pavoni, regia di Luciano Manuzzi (1994)
- Cronache del terzo millennio, regia di Francesco Maselli (1996)
- Viola bacia tutti, regia di Giovanni Veronesi (1998)
- I miei più cari amici, regia di Alessandro Benvenuti (1998)
- Voglio una donnaaa!, regia di Luca Mazzieri e Marco Mazzieri (1998)
- I fobici, regia di Giancarlo Scarchilli (1999)
- Terra bruciata, regia di Fabio Segatori (1999)
- C'era un cinese in coma, regia di Carlo Verdone (2000)
- Il sinfamolle, regia di Massimo Cappelli (2001)
- Non prendere impegni stasera, regia di Gianluca Maria Tavarelli (2006)

### Televisione
- Ore 12 - Programma condotto da Gerry Scotti - Canale 5 (1992)
- Scherzi a parte, regia di Alessandro Ippoliti - Canale 5 (1993)
- Occhio di falco - Rai 1 (1996)
- Il grande fuoco, regia di Fabrizio Costa - miniserie TV (1996)
- Linda e il brigadiere, regia di Gianfrancesco Lazotti - Rai 1 (1997)
- Squadra mobile scomparsi, regia di Claudio Bonivento (1999)
- Valeria medico legale, regia di Gianfrancesco Lazotti - Rai 1 (2000)
- Un medico in famiglia 2, regia di Tiziana Aristarco e Riccardo Donna - Rai 1 (2000)
- CentoVetrine, registi vari - Soap opera - Canale 5 (2001-2002)
- Diritto di difesa, regia di Gianfrancesco Lazotti e Donatella Maiorca - Rai 2 (2004)
- Distretto di Polizia 6, regia di Antonello Grimaldi e di Claudio Norza - Canale 5 (2006)
- Piper, regia di Carlo Vanzina - Canale 5 (2006)
- Cugino & cugino, regia di Vittorio Sindoni - Rai 1 (2011)
- L'isola, regia di Alberto Negrin – Rai 1 (2012-2013)

### Regie
- Chiara, cortometraggio (con Nino Castelnuovo), premiato al Fano film festival 1999[4]